# Tikov (Lomnice nad Popelkou)
Tikov je malá osada, část města Lomnice nad Popelkou v okrese Semily. Nachází se asi čtyři kilometry západně od Lomnice nad Popelkou a 1 km jihovýchodně od vsi Veselá. Tikov leží v katastrálním území Rváčov o výměře 4,8 km².

## Historie
První písemná zmínka o vesnici pochází z roku 1412.

## Fotogalerie

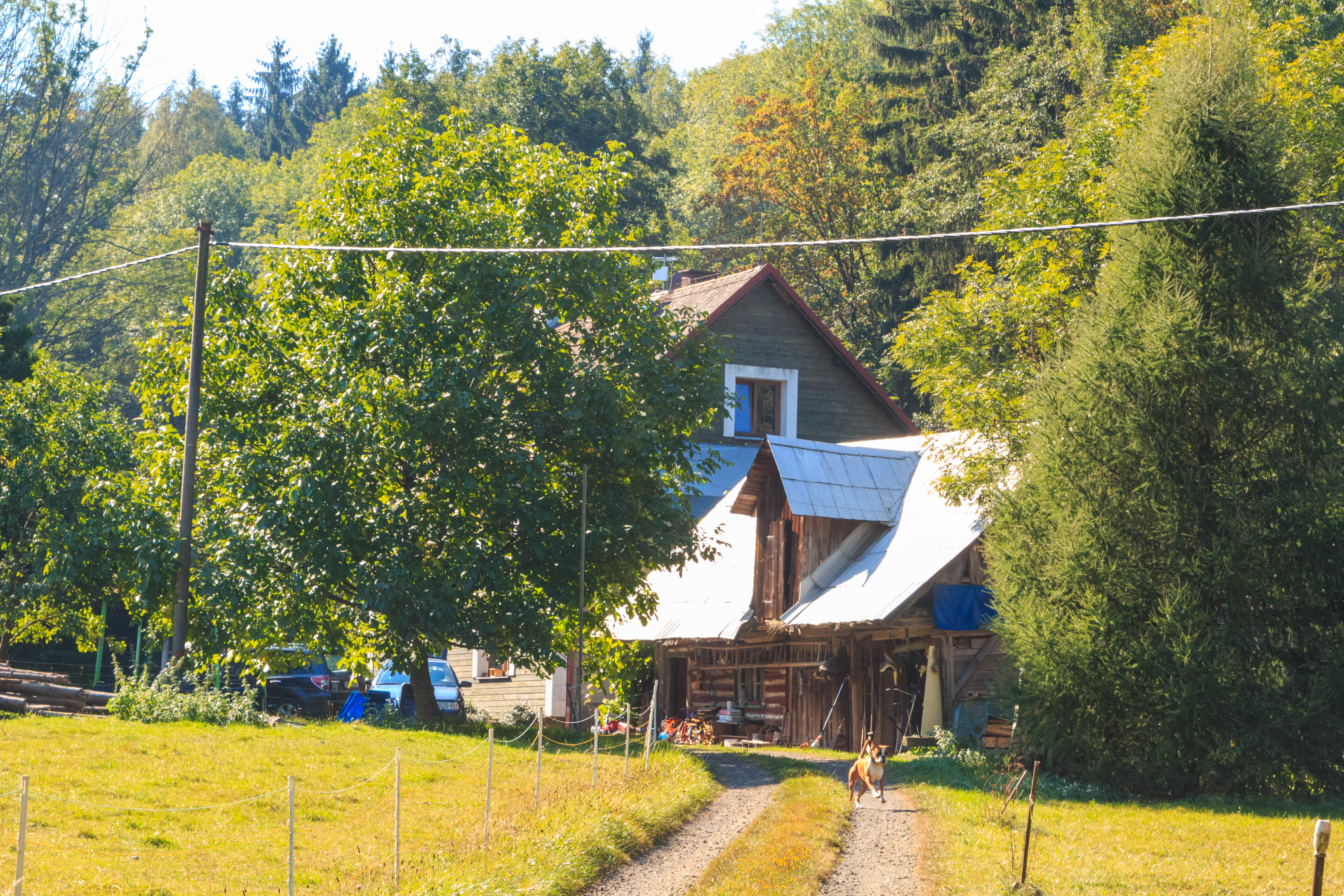
Dům čp. 2
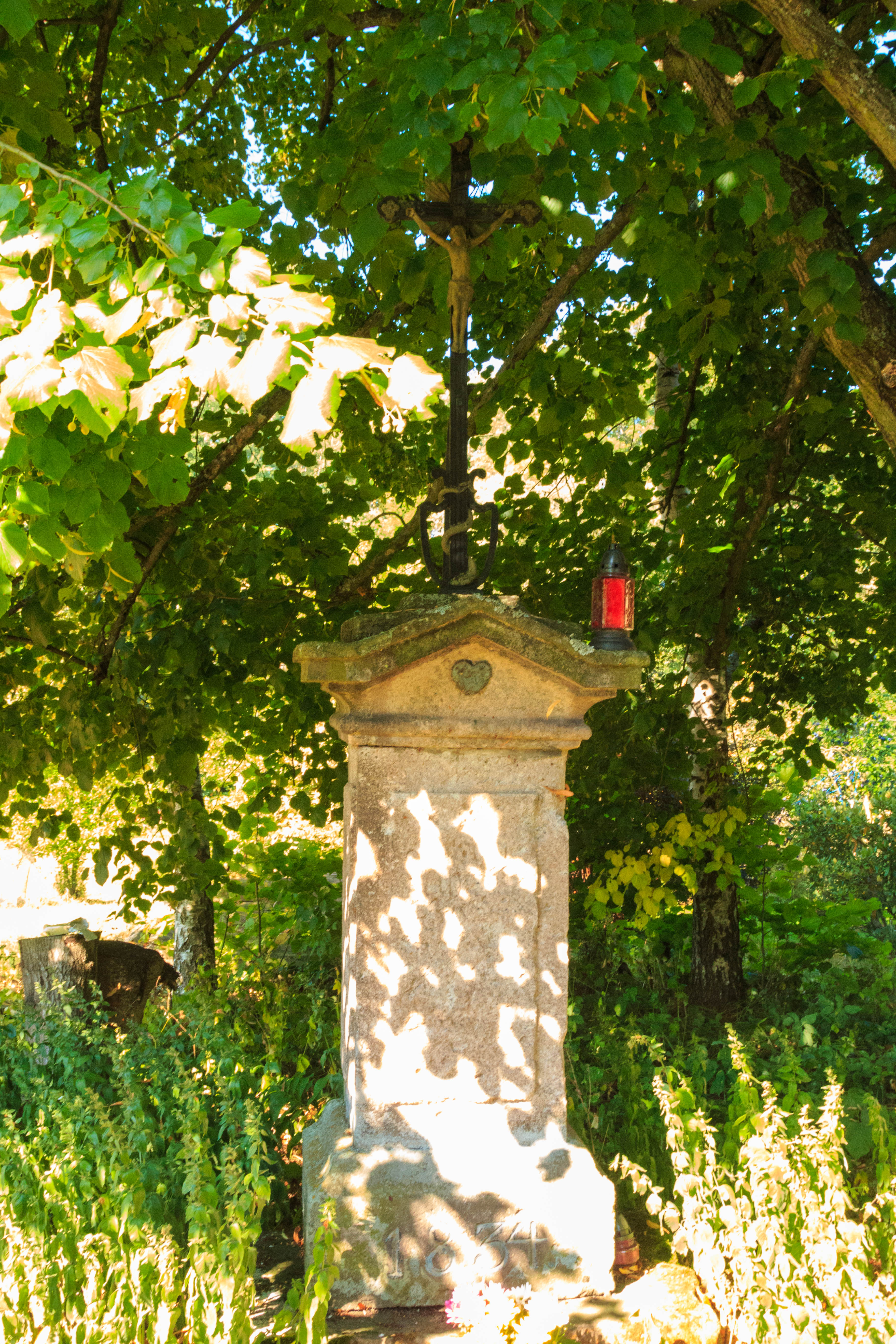
Křížek